# 和胜乡
和胜乡是中华人民共和国内蒙古自治区巴彦淖尔市五原县下辖的一个乡。
2012年1月20日，内蒙古自治区人民政府批复同意从隆兴昌镇划出部分区域，设置和胜乡，和胜乡辖新建、新永、和义、和平、和胜、新丰、建丰7个村，乡人民政府驻屯垦二队。

## 行政区划
和胜乡下辖以下村级行政区划单位：
和义村、和胜村、新建村、和平村、新永村和新丰村。